# دالان کبک سیتی–ویندزور
دالان کبک سیتی–ویندزور، منطقه‌ای از کشور کانادا است که بیشترین تراکم جمعیت و بیشترین تمرکز صنعت آن کشور را دارد. همان‌طور که از نام آن مشخص است، این منطقه از جانب خاور از شهرکبک در استان کبک شروع شده و از سوی باختر به شهر ویندزور در استان انتاریو می‌رسد. این گستره فاصله‌ای برابر ۱۱۵۰ کیلومتر است.
بر اساس آمار سال ۲۰۰۱ جمعیت این ناحیه تقریباً هجده میلیون نفر است که ۵۱٪ جمعیت کشور را شامل می‌شود و سه منطقه از چهار منطقه شهری بزرگ کانادا را در بردارد.